# Hejls Nor
Hejls Nor eller Hejlsminde Nor er et knap 2 km² stort nor der ligger ca. seks kilometer øst for Christiansfeld og ved vestsiden Lillebælt i Kolding Kommune. Noret har tilløb fra Aller Å og Kær Mølleå, og løber ud i Hejlsminde Bugt (Lillebælt), ved Slusen  ved sydenden af feriebyen Hejlsminde. Der går en 12 kilometer lang cykel- og vandresti rundt om noret.
Noret er udpeget som vildtreservat, med navnet Hejlsminde Nor Vildtreservat og er en del af Natura 2000 -område nr. 112 Lillebælt.